# Соляноватка
Соляноватка (укр. Солянуватка) — село в Добромильской городской общине Самборского района Львовской области Украины.
Население по переписи 2001 года составляло 552 человека. Занимает площадь 1,48 км². Почтовый индекс — 82041. Телефонный код — 3238.

## История
В 1946 г. указом ПВС УССР село Ляцкое переименовано в Соляноватку.